# بیتون ۱۶۲۲۶
سیارک ۱۶۲۲۶ (به انگلیسی: 16226 Beaton، نامگذاری:2000DT72) شانزده هزار و دویست و بیست و ششمین سیارک کشف شده‌است که در ۲۹ فوریه ۲۰۰۰ کشف شد.
قدر مطلق سیارک برابر ۲۰.۴ است.